# Томпсон, Лаки
Э́ли «Ла́ки» То́мпсон (англ. Eli "Lucky" Thompson; 1924—2005) — американский тенор- и сопрано-саксофонист, один из выдающихся солистов 1950—1960-х годов.

## Биография

### Ранние годы
Родился 16 июня 1924 года в Колумбии, штат Южная Каролина. Будучи ребёнком, переехал в Детройт, штат Мичиган. После смерти матери был вынужден самостоятельно заботиться о младших братьях и сёстрах. Свой первый саксофон приобрёл в 15 лет, брал частные уроки. По окончании школы, в 1942 году присоединился к оркестру Эрскина Хокинса.

### Карьера
Поначалу играл в свинговых оркестрах: у Лайонела Хэмптона (1943), Билли Экстайна, Лаки Миллиндера, Каунта Бейси (1944—1945), а в 1946—1947 гг., проживая в Калифорнии, — у Бойда Рейбёрна и Диззи Гиллеспи. Позже работал в стиле ритм-энд-блюз, затем остановил свой выбор на бибопе и хард-бопе, выступая с такими мастерами, как Кенни Кларк, Майлз Дэвис, Гиллеспи и Милт Джексон.
В 1948-м, переехав в Нью-Йорк, начал сотрудничать с Оскаром Петтифордом. В том же году вместе со своим биг-бэндом выступал на фестивале в Ницце. Его собственная группа и совместная работа с Петтифордом в 1950-х сыграли важную роль в истории мирового джаза. Помимо этого, Томпсон сотрудничал и с другими музыкантами. В 1950 году играл в оркестре Флетчера Хендерсона, в 1951-м на короткое время присоединился к биг-бэнду Каунта Бейси, также работал с Хорасом Сильвером, Стэном Кентоном, Джей Джей Джонсоном. Лучшие его записи — Walkin’ и Blue N’ Boogie (совм. с Артом Блейки).
С 1957 по 1963 г. Лаки Томпсон жил в Европе (в Париже и Баден-Бадене). В Париже он сделал несколько записей. В это же время начал играть на сопрано-саксофоне. В 1963-м вернулся в Нью-Йорк. Затем, с 1968 по 1970 г., проживал в Лозанне, Швейцария, где записал ряд альбомов, включая A Lucky Songbook in Europe.
В 1970-х поселился на ферме в штате Мичиган и прекратил выступления. С 1971 года преподавал в нескольких колледжах.

### Последующие годы
Затем Лаки Томпсон проживал в Сиэтле. Знакомые утверждали, что до начала 1990-х он вёл жизнь бездомного отшельника. Скончался от болезни Альцгеймера 30 июля 2005 года.

## Семья
Был женат на Тельме Томпсон (Thelma Thompson), которая ушла из жизни в 1963-м. Его сын, гитарист Дэрил Томпсон (Daryl Thompson), играл с Питером Тошем и группой Black Uhuru, пока в конце 1980-х не стал исполнять джаз. Лаки Томпсон также имел дочь, Джейд Томпсон-Фредерикс (Jade Thompson-Fredericks), и двух внуков.